# مذنب راعي الشمس
مذنب راعي الشمس (بالإنجليزية:  Sungrazing comet)‏ مصطلح يطلق على المذنب الذي يمر بقرب شديد من الشمس. يكون اقتراب المذنب في مرحلة الحضيض كبير في بعض الأحيان ضمن بضعة آلاف من الكيلومترات من سطح الشمس. على الرغم من أن المذنبات الصغيرة يمكن أن تتبخر تماما خلال هذا الاقتراب الشديد من الشمس، ويمكن للمذنبات الأكبر النجاة والدخول في الحضيض بشكل متكرر. ومع ذلك، فأن قوى التبخر وقوى المد والجزر ستؤدي في النهاية إلى تفكك المذنب.
حتى 1880م، كان يعتقد أن جميع المذنبات الساطعة بالقرب من الشمس كانت عودة متكررة لمذنب راعي للشمس واحد. حتى جاء الفلكي الألماني هاينريش كروتز وعالم الفلك الأمريكي دانيال كيركوود وقررا أن هذة المشاهدات ليست عودة لنفس المذنب، وإنما كان كل ظهور عبارة عن مذنب مختلف ولكنها كانت أيضًا مرتبطة مع بعضها إلى مجموعة من المذنبات التي تم فصلها عن بعضها البعض في كل مرور سابق بالقرب من الشمس.
عرف القليل عن عدد المذنبات الراعية حتى عام 1979 عندما سمحت الملاحظات من جهاز مراقبة طفاوة الشمس الكشف عن العديد من المذنبات الراعية
اعتبارا من 12 ديسمبر 2013، كان هناك 1488 من المذنبات المعروفة من هذا النوع التي كانت تأتي ضمن ~ 12 نصف قطر شمسي (~ 0.055 وحده فلكية)  هذا العدد يساوي تقريبا ثلث عدد المذنبات بشكل عام.

## مسبار سوهو
اكتشف مسبار سوهو في  13 سبتمبر عام 2015 مذنب جديد ليصل بذلك عدد المذنبات التي اكتشفها إلى 3000 مذنب وكان المذنب من نوع راعي الشمس وساعد المسبار في اكتشاف كم كبير من مذنبات راعي الشمس نظرا لموقعة المميز خلف الشمس وعلى بعد 19.2 مليون كيلو متر.
من أشهر مذنبات راعي الشمس المذنب أيسون الذي وصل إلى أقرب نقطة له مع الشمس في 28 نوفمبر 2013 على بعد 1,800,000 كم من قلب الشمس.

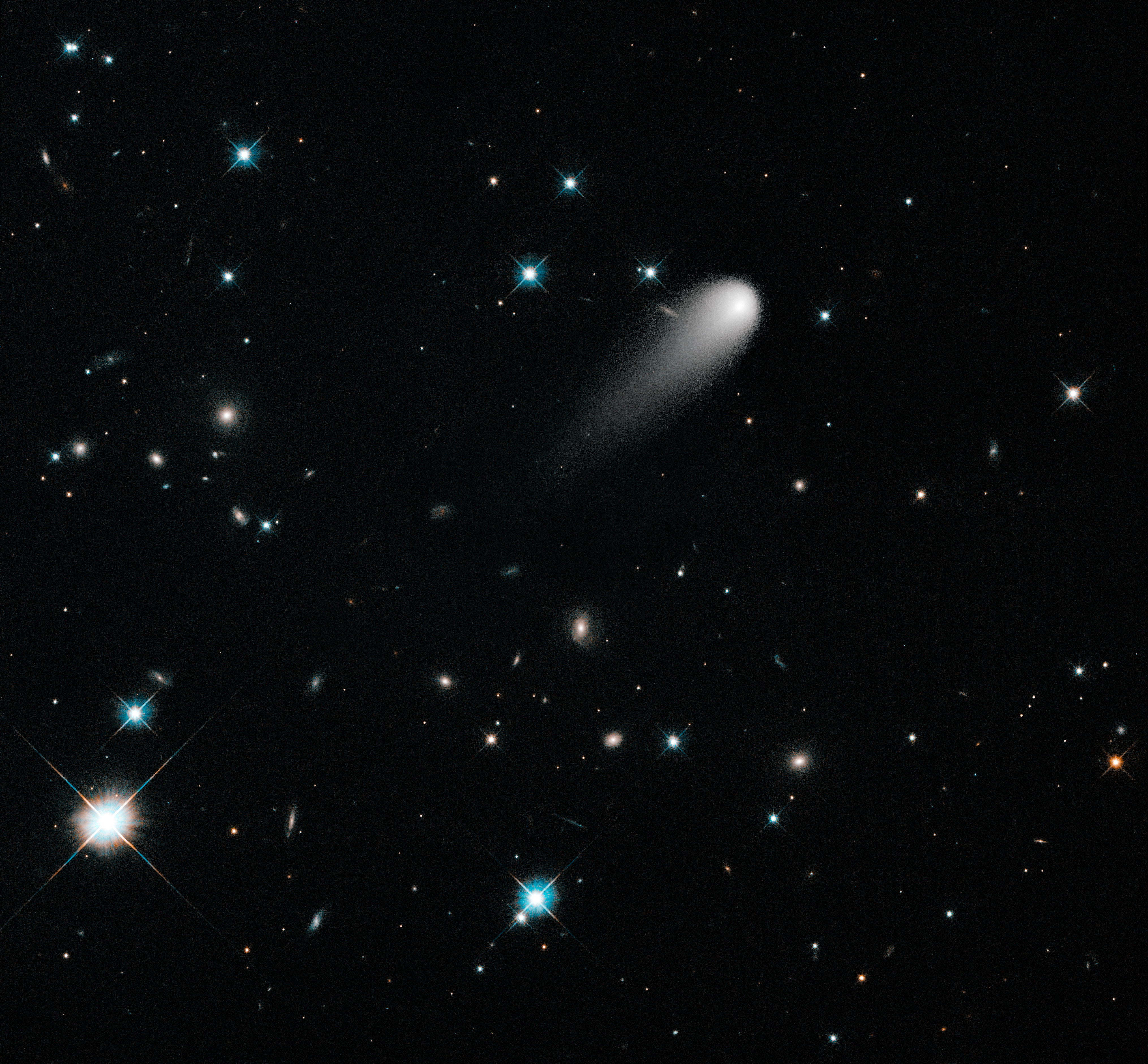
مذنب أيسون بواسطة الكاميرا واسعة المجال 3 لتلسكوب هابل في 30 أبريل، 2013.

## مجموعة كروتز
من أشهر عائلات مذنبات راعي الشمس مجموعة كروتز نسبة للعالم والفلكي الألماني هاينريش كروتز الذي برهن بأنها كانت ذات صلة ببعضها. ويعتقد أنها شظايا مذنب واحد كبير تفكك قبل عدة قرون.
يبلغ أوج مذنبات كروتز 170 وحدة فلكية وتشق طريقها من النظام الشمسي الخارجي البعيد من بقعة في السماء في إتجاة كوكبة الكلب الأكبر، إلى النظام الشمسي الداخلي إلى نقطة الحضيض بالقرب من الشمس، ومن ثم ترك النظام الشمسي الداخلي في رحلة عودتها إلى الأوج مرة أخرى.
حوالي 83% من مذنبات راعي الشمس هي أعضاء في مجموعة كروتز 

## اقرأ أيضا
- مسبار سوهو
- مذنب هيل-بوب
- مذنب هالي
- مذنب هيكوتيك
- مذنب
- المذنب هولمز
- مذنب لولين